# Phaneropora incerta
Phaneropora incerta är en armfotingsart som först beskrevs av Davidson 1878.  Phaneropora incerta ingår i släktet Phaneropora och familjen Platidiidae. Inga underarter finns listade i Catalogue of Life.